# Andromaco (nome)
Andromaco  è un nome proprio di persona italiano maschile.

## Varianti
- Femminili: Andromaca[1][2][3][4]

### Varianti in altre lingue
- Catalano: Andròmac[5]
  - Femminili: Andròmaca[5]
- Francese: Andromaque
  - Femminili: Andromaque
- Greco antico: Ἀνδρόμαχος (Andromachos)[4]
  - Femminili: Ανδρομαχη (Andromache)[4][6][7]

- Latino: Andromacus[1]
  - Femminili: Andromaca[1]
- Spagnolo: Andrómaco[5]
  - Femminili: Andrómaca[5]

## Origine e diffusione

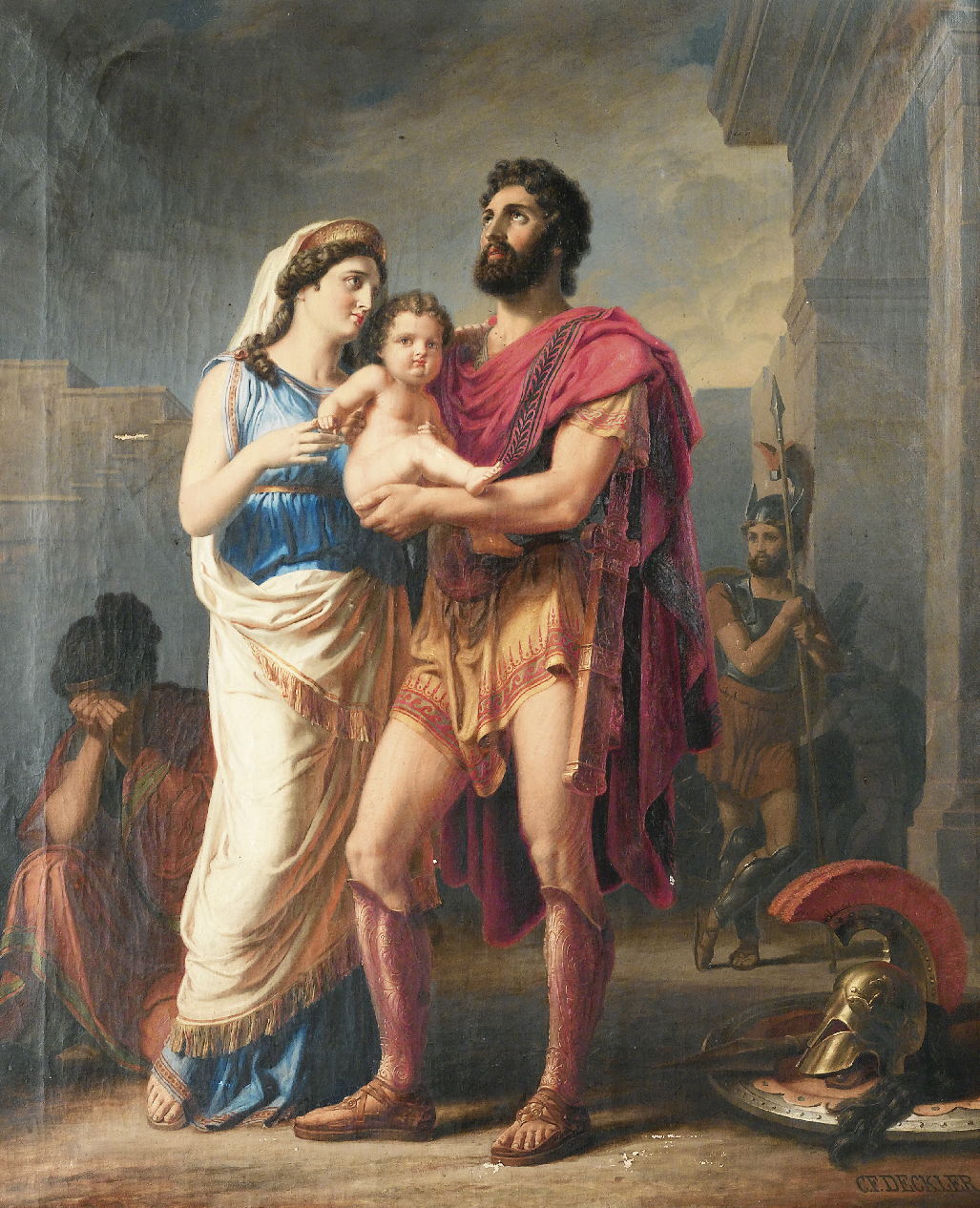
Andromaca con Ettore e Astianatte in un dipinto di Carl Friedrich Deckler

Continua il nome greco Ἀνδρόμαχος (Andromachos), composto da ἀνδρός (andros, genitivo di ἀνήρ, aner, "uomo") e μαχη (mache, "battaglia") o μαχομαι (machomai, "lottare", "combattere") (sebbene alcune fonti ipotizzino un'origine pregreca); il significato complessivo può essere interpretato come "guerriero", "uomo bellicoso", "che lotta come un uomo" o "che combatte con un uomo".
Il nome è stato portato da alcuni personaggi dell'antica Grecia, ma è di gran lunga più noto al femminile grazie alla figura mitologica di Andromaca, la moglie dell'eroe troiano Ettore, alla cui storia sono ispirate numerose opere. Il suo uso come nome proprio, avviatosi dal Rinascimento, è appunto prevalente al femminile, ma comunque molto raro.

## Onomastico
Si tratta di un nome adespota, cioè che non è portato da alcun santo. L'onomastico si festeggia quindi il 1º novembre, giorno di Ognissanti.

## Persone
- Andromaco di Tauromenio, politico siceliota
- Andromaco il Giovane, medico greco antico
- Andromaco il Vecchio, medico greco antico